# NGC 4307
NGC 4307 este o galaxie spirală situată în constelația Fecioara. A fost descoperită în 1881 de către Christian Heinrich Friedrich Peters. Se află la o distanță de 20,23 de megaparseci de Pământ.